# اچ‌ام‌ای‌اس پاراماتا (دی‌ئی ۴۶)
اچ‌ام‌ای‌اس پاراماتا (دی‌ئی ۴۶) (به انگلیسی: HMAS Parramatta (DE 46)) یک کشتی بود که طول آن ۱۱۲٫۸ متر (۳۷۰ فوت) بود. این کشتی در سال ۱۹۵۹ ساخته شد.